# Jean-Luc Ettori
Jean-Luc Ettori (Marsella, Bouches-du-Rhône, el 29 de juliol de 1955 a és un futbolista professional francès retirat que va jugar com a porter.